# 김선빈 (바둑 기사)
김선빈(金先彬, 2001년 9월 23일 ~ )은 대한민국의 바둑 기사이다.

## 약력
경기도 부천의 바둑학원에서 처음 바둑에 입문했다. 12세 때 충암바둑도장으로 옮겨 바둑을 공부했고 한국기원 연구생 생활을 했다. 최원용, 김대용, 김기용, 황진형 사범의 지도를 받았다. 2018년 제3회 국제바둑춘향선발대회에서 우승을 차지했고 2019년 제51회 여자입단대회를 통해 입단했다.2021년 11월 김제나(金制拏)라는 이름에서 개명했다. 2022년에 2단으로 승단했다.2019년과 2022년 한국여자바둑리그 포항 포스코케미칼팀 소속 선수이다.

## 기타
2022 삼성화재배 월드바둑마스터스 국내 선발전 예선